# マイケル・オコナー
マイケル・オコナー（Michael O'Connor, 1965年10月27日 - ）は、イングランド・ロンドン出身の衣裳デザイナーである。

## 経歴
ロンドンのオールド・ヴィックでドレッサーとして経験を積み始めた。この後、フリーになる前に、6年間コスチューム・ハウスで働いた。
2008年の映画『ある公爵夫人の生涯』により、アカデミー衣裳デザイン賞、英国アカデミー賞衣裳デザイン賞、サテライト賞衣裳デザイン賞などを受賞した。また、2023年の映画『ファイアーブランド ヘンリー8世最後の妻』では、2024年12月の英国インディペンデント映画賞の衣装デザイン部門で最優秀賞を受賞した。